# Алессандро Паволіні
Алессандро Паволіні (італ. Alessandro Pavolini, 27 вересня 1903 — 28 квітня 1945) — італійський політик, журналіст та есеїст, член фашистського уряду Італії в період Другої світової війни, проявляв жорстокість відносно супротивників фашизму.

## Біографія
Уродженець Флоренції, Паволіні був сином Паоло Еміліо Паволини, великого вченого у сфері санскриту та інших індоєвропейських мов. Блискучий студент, Алессандро здобув юридичну освіту в університеті Флоренції і освіта за політології в Римському університеті La Sapienza, подорожуючи туди і назад між двома містами.
Після вступу в рух Беніто Муссоліні у Флоренції, він взяв участь у кількох акціях чорносорочечників, і привів загін у 1922 році під час маршу на Рим — момент, коли фашизм взяв владу в Італії. Паволіні були поставлені завдання в галузі культури (у тому числі молодіжних програм, запущених фашистами), одночасно він публікувався у фашистських виданнях, таких як Battaglie fasciste, Rivoluzione fascista і Critica fascista. Завдяки його знайомству з лідером флорентійських фашистів Рідолфі, він увірвався в активне політичне життя, ставши його заступником у 1927 році.
З 1929 по 1934 рр., він був місцевим лідером Національної фашистської партії у Флоренції, а також редактором фашистського видання Bargello (названого на честь військового звання, що існувала в середні століття). У цьому виданні він закликав інтелігенцію внести свій внесок у справу фашизму. Паволіні було доручено пропагувати фашизм в культурному і аристократичної середовищі — він ініціював серію культурних подій, які пережили як фашизм, так і смерть Паволіні. У їх числі щорічні костюмоване інсценування епохи італійського Відродження, відродження старовинного виду спорту — флорентійського кальчо, оперний фестиваль Флорентійський музичний травень і ярмарок ремісників на мосту Понте Веккьо. У період з 1934 по 1942 рр. Паволіні був постійним автором газети «Corriere della Sera» як «спеціальний гість».

## Популярність
Ставши членом національного керівництва фашистської партії в 1932 році він ступив з місцевої політичного життя на загальнонаціональний рівень і став президентом Конфедерації фашистських професіоналів і виконавців, які забезпечили його лідируючу позицію в Палаті фасцій і корпорацій. Він взяв участь у Другій італо-ефіопської війни в званні лейтенанта в ескадрильї бомбардувальників, командиром якої був Галеаццо Чіано, будучи при цьому кореспондентом «Corriere della Sera». Протягом всієї своєї політичної кар'єри Паволіні публікував культурні та літературні есе, такі як Disperata («Відчайдушний», 1937 р.) і Scomparsa d Angela («Зникнення Ангела», 1940 р.). В 1939 році він був призначений Муссоліні міністром народної культури і перебував на посаді до лютого 1943 року.
Вторгнення на Сицилію союзників і зміщення Муссоліні в Римі призвели до втручання нацистської Німеччини і створення нового фашистського держави на півночі країни — Італійської соціальної республіки. Паволіні увійшов до складу адміністрації республіки при Муссоліні, що відразу ж сприяло тому, що він очолив наступницю Національної фашистської партії — Республіканську фашистську партію Генеральним секретарем (він виявився єдиною людиною, який займав цей пост). Паволіні взяв участь у розробці основних документів республіки, в тому числі Веронського маніфесту, головував на Веронському конгресі партії. Також в цей період він очолив Чорні бригади (Brigate Nere) — фашистські парамилитаристские групи, створені з сквадристов в Італійській соціальній республіці.
У квітні 1945 р. він був заарештований за відчайдушній спробі втечі, яку зробив, намагаючись вплав перетнути озеро Комо, але був затриманий і страчений партизанами у Донг. До похорону його підвішений догори ногами тіло виставлялося на загальний огляд в Мілані, разом з тілами Муссоліні, його коханки Клари Петаччі, колишнього секретаря Національної фашистської партії Акілле Стараче, співавтора Веронського маніфесту Миколи Бомбаччи та інших.